# Exoneura laeta
Exoneura laeta är en biart som beskrevs av Johann Dietrich Alfken 1907. Exoneura laeta ingår i släktet Exoneura och familjen långtungebin. Inga underarter finns listade i Catalogue of Life.

## Bildgalleri

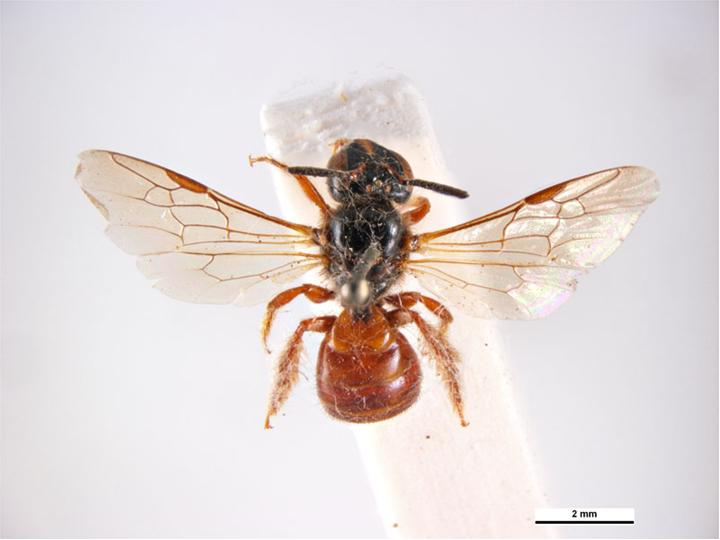